# Ana Racu
Ana Racu (n. 17 iunie 1979) este o juristă din Republica Moldova, deputat în legislatura 2021-2025 a Parlamentului Republicii Moldova, reprezentantă a Partidului Acțiune și Solidaritate (PAS).

## Biografie
Ana Racu deține diplomă de licență în drept.
Și-a început activitatea în 2001 în calitate de juristă la biroul Avocatul Poporului. În paralel, din 2002 a lucrat și ca manager de proiecte la Institutul de Reforme Penale. Din 2006 a fost manager de proiecte la Programul Națiunilor Unite pentru Dezvoltare, iar în 2008-2011 a deținut funcția de șef al Direcției relații externe, mass-media și secretariat a Departamentului Instituțiilor Penitenciare.
În 2011, a fost angajată la Fondul Provocările Mileniului Moldova în calitate de coordonator outreach. În același timp, a lucrat ca expertă la Comitetul European pentru Prevenirea Torturii al Consiliului Europei⁠(d). A fost apoi director-interimar al filialei din Republica Moldova a Fundației internaționale Terre des hommes⁠(d). Ulterior, a fost consultantă națională la Oficiul Consiliului Europei în Moldova. În 2015 a devenit expertă și membră a Comitetului ONU împotriva torturii. A fost realeasă membră a aceluiași comitet în octombrie 2023, pentru un mandat de patru anu (2024-2027).
Conform site-ului Consiliului Europei, în Republica Moldova Ana Racu a avut un rol determinant în implementarea cu succes a inițiativelor destinate ameliorării condițiilor de detenție a femeilor.

### Activitate politică
A candidat cu numărul 26 pe lista Partidului Acțiune și Solidaritate (dar nefiind membru de partid) la alegerile parlamentare din 2021 și a acces în parlament.
Este vicepreședinta Comisiei parlamentare securitate națională, apărare și ordine publică.